# Partito Sociale Francese
Il Partito Sociale Francese (in francese: Parti Social Français, PSF) è stato un partito politico francese di destra, attivo dal 1936 al 1940. Fu fondato da François de La Rocque dopo lo scioglimento del partito Croce di Fuoco.

## Ideologia
Il PSF era di matrice nazionalista, conservatrice e tradizionalista, e si opponeva sia al Fronte Popolare col suo anticomunismo e sia al nazionalsocialismo di Adolf Hitler.